# Olga Morozowa
Olga Wasiljewna Morozowa, ros. Ольга Васильевна Морозова, zamężna Rubenowa (ur. 22 lutego 1949 w Moskwie) – tenisistka rosyjska, zwyciężczyni wielkoszlemowego French Open w grze podwójnej, finalistka French Open i Wimbledonu w grze pojedynczej, reprezentantka w Pucharze Federacji.

## Kariera tenisowa
Praworęczna Olga Morozowa preferowała ofensywny styl gry „serwis-wolej”. Jest uważana za najwybitniejszą reprezentantkę ZSRR w tenisie, pierwszą z tytułem wielkoszlemowym, a także pierwszą z tytułem międzynarodowej mistrzyni USA (halowe mistrzostwo w 1973 z Maryną Kroszyną). W 1965 wygrała grę pojedynczą juniorek na Wimbledonie. W 1968 w parze z Gruzinem w barwach radzieckich Aleksandrem Metrewelim dotarła po raz pierwszy do wimbledońskiego finału gry mieszanej, przegrywając z Australijczykami Kenem Fletcherem i Margaret Court 1:6, 12:14. Dwa lata później w finale miksta na Wimbledonie, ponownie z Metrewelim, nie sprostała Rumunowi Ilie Năstase i Amerykance Rosie Casals, przegrywając po zaciętym meczu 3:6, 6:4, 7:9.
W grze pojedynczej w każdej z imprez Wielkiego Szlema doszła przynajmniej do ćwierćfinału. Najlepsze rezultaty uzyskała w 1974, kiedy spotkała się w finale French Open i Wimbledonu z Chris Evert. Oba mecze przegrała w dwóch setach. Na mistrzostwach Francji powetowała sobie porażkę singlową tytułem w grze podwójnej, partnerując swojej finałowej rywalce Evert. W drodze do finału na Wimbledonie pokonała w ćwierćfinale obrończynię tytułu Billie Jean King, a w półfinale Brytyjkę Virginię Wade. Miała na koncie także zwycięstwa m.in. nad Evonne Goolagong, Haną Mandlíkovą, Mimą Jaušovec, Wendy Turnbull, Virginią Ruzici. W latach 1973–1976 figurowała w czołowej dziesiątce rankingu światowego, w tym jako nr 4 w 1974.
Do innych znaczących osiągnięć singlowych Morozowej można zaliczyć finał Italian Open w Rzymie w 1972 (porażka z Lindą Tueno) oraz mistrzostwo Europy amatorów w tymże roku. W 1971 wygrała międzynarodowe mistrzostwa Polski. Kilkakrotnie zdobywała tytuł mistrzyni ZSRR. Karierę zawodową zakończyła formalnie w 1977, kiedy władze radzieckie zabroniły międzynarodowych kontaktów sportowych w proteście wobec dopuszczenia do rywalizacji zawodników z RPA. Od tego czasu występowała jedynie w rozgrywkach Pucharu Federacji, w ramach których łącznie rozegrała 18 spotkań (z czego 14 zwycięskich). Ostatni raz wystąpiła w reprezentacji ZSRR w 1980, ponosząc dotkliwą porażkę z Tracy Austin.
Ukończyła studia medyczne na uniwersytecie w Moskwie, wyszła za mąż za inżyniera Wiktora Rubenowa. Po zakończeniu kariery zawodniczej była m.in. trenerką narodowej ekipy radzieckiej i brytyjskiej oraz osobistą trenerką Jeleny Diemientjewej.

## Historia występów wielkoszlemowych
Legenda
     W, wygrany turniej
     F, przegrana w finale
     SF, przegrana w półfinale
     QF, przegrana w ćwierćfinale
     xR, przegrana w x rundzie
      A, brak startu
     NH, turniej się nie odbył
     Początek Ery Open

### Występy w grze pojedynczej
| Australian Open        | A  | A  | A |    | A  | A  | A  | QF | A  | A | QF | A  | A | 0 / 2 (0 / 2)   | 4 – 2 (4 – 2)     |  |  |  |  |  |  |  |  |  |  |  |  |  |  |  |  |  |  |  |  |  |  |
| French Open            | A  | 1R |   | 2R | 3R | 2R | 2R | QF | 2R | F | SF | A  | A | 0 / 9 (0 / 8)   | 17 – 9 (17 – 8)   |  |  |  |  |  |  |  |  |  |  |  |  |  |  |  |  |  |  |  |  |  |  |
| Wimbledon              | 1R | A  |   | 1R | 4R | 2R | 3R | 4R | QF | F | QF | QF | A | 0 / 10 (0 / 9)  | 22 – 10 (22 – 9)  |  |  |  |  |  |  |  |  |  |  |  |  |  |  |  |  |  |  |  |  |  |  |
| US Open                | A  | A  |   | A  | A  | 3R | A  | QF | 3R | A | 2R | 3R | A | 0 / 5 (0 / 5)   | 9 – 5 (9 – 5)     |  |  |  |  |  |  |  |  |  |  |  |  |  |  |  |  |  |  |  |  |  |  |
|                        |    |    |   |    |    |    |    |    |    |   |    |    |   |                 |                   |  |  |  |  |  |  |  |  |  |  |  |  |  |  |  |  |  |  |  |  |  |  |
| Ranking na koniec roku |    |    |   |    |    |    |    | 10 |    | 8 | 7  | 9  | – | 0 / 26 (0 / 24) | 52 – 26 (52 – 24) |  |  |  |  |  |  |  |  |  |  |  |  |  |  |  |  |  |  |  |  |  |  |

### Występy w grze podwójnej
| Australian Open        | A                           | A                           | A                           |                             | A                           | A                           | A                           | SF                          | A                           | A                           | F                           | A                           | A                           | 0 / 2 (0 / 2)   | 4 – 2 (4 – 2)     |  |  |  |  |  |  |  |  |  |  |  |  |  |  |  |  |  |  |  |  |  |  |
| French Open            | A                           | 1R                          |                             | 1R                          | 2R                          | 3R                          | 3R                          | QF                          | SF                          | W                           | F                           | A                           | A                           | 0 / 9 (0 / 8)   | 11 – 7 (11 – 6)   |  |  |  |  |  |  |  |  |  |  |  |  |  |  |  |  |  |  |  |  |  |  |
| Wimbledon              | 1R                          | A                           |                             | 2R                          | 2R                          | 3R                          | 2R                          | QF                          | 3R                          | SF                          | QF                          | 1R                          | A                           | 0 / 10 (0 / 9)  | 14 – 10 (14 – 9)  |  |  |  |  |  |  |  |  |  |  |  |  |  |  |  |  |  |  |  |  |  |  |
| US Open                | A                           | A                           |                             | A                           | A                           | QF                          | A                           | QF                          | SF                          | A                           | QF                          | F                           | A                           | 0 / 5 (0 / 5)   | 14 – 5 (14 – 5)   |  |  |  |  |  |  |  |  |  |  |  |  |  |  |  |  |  |  |  |  |  |  |
|                        |                             |                             |                             |                             |                             |                             |                             |                             |                             |                             |                             |                             |                             |                 |                   |  |  |  |  |  |  |  |  |  |  |  |  |  |  |  |  |  |  |  |  |  |  |
| Ranking na koniec roku | Ranking nie był publikowany | Ranking nie był publikowany | Ranking nie był publikowany | Ranking nie był publikowany | Ranking nie był publikowany | Ranking nie był publikowany | Ranking nie był publikowany | Ranking nie był publikowany | Ranking nie był publikowany | Ranking nie był publikowany | Ranking nie był publikowany | Ranking nie był publikowany | Ranking nie był publikowany | 1 – 26 (1 – 24) | 43 – 24 (43 – 22) |  |  |  |  |  |  |  |  |  |  |  |  |  |  |  |  |  |  |  |  |  |  |

### Występy w grze mieszanej
| Australian Open | A | A  | A |    | A  | Turniej nie był rozgrywany | Turniej nie był rozgrywany | Turniej nie był rozgrywany | Turniej nie był rozgrywany | Turniej nie był rozgrywany | Turniej nie był rozgrywany | Turniej nie był rozgrywany | Turniej nie był rozgrywany |  | A  | 0 / 0           | 0 – 0             |  |  |  |  |  |  |  |  |  |  |  |  |  |  |  |  |  |  |
| French Open     | A | 1R |   | 1R | 3R | QF                         | SF                         | QF                         | 2R                         | A                          | 2R                         | A                          | A                          |  | A  | 0 / 8 (0 / 7)   | 9 – 8 (9 – 7)     |  |  |  |  |  |  |  |  |  |  |  |  |  |  |  |  |  |  |
| Wimbledon       | A | A  |   | F  | 3R | F                          | 3R                         | 4R                         | SF                         | QF                         | SF                         | 1R                         | A                          |  | A  | 0 / 9 (0 / 9)   | 24 – 9 (24 – 9)   |  |  |  |  |  |  |  |  |  |  |  |  |  |  |  |  |  |  |
| US Open         | A | A  |   | A  | A  | 2R                         | A                          | 3R                         | QF                         | A                          | SF                         | 2R                         | A                          |  | 1R | 0 / 6 (0 / 6)   | 8 – 5 (8 – 5)     |  |  |  |  |  |  |  |  |  |  |  |  |  |  |  |  |  |  |
|                 |   |    |   |    |    |                            |                            |                            |                            |                            |                            |                            |                            |  |    |                 |                   |  |  |  |  |  |  |  |  |  |  |  |  |  |  |  |  |  |  |
|                 |   |    |   |    |    |                            |                            |                            |                            |                            |                            |                            |                            |  |    | 0 / 23 (0 / 22) | 41 – 22 (41 – 21) |  |  |  |  |  |  |  |  |  |  |  |  |  |  |  |  |  |  |

## Finały turniejów WTA
| Legenda                | Legenda |
| ---------------------- | ------- |
| Wielki Szlem           |         |
| Igrzyska olimpijskie   |         |
| WTA Tour Championships |         |
| 1971 – 1987            |         |
| Virginia Slims Circuit |         |
| Grand Prix Series      |         |
| Colgate Series         |         |

### Gra pojedyncza 21 (11–10)
| Końcowy wynik | Nr  | Data             | Turniej      | Nawierzchnia    | Przeciwniczka          | Wynik finału                      |
| ------------- | --- | ---------------- | ------------ | --------------- | ---------------------- | --------------------------------- |
| Finalistka    | 1.  | 22 lutego 1970   | Moskwa       | Dywanowa (hala) | Helga Niessen Masthoff | 5:7, 6:2, 3:6                     |
| Finalistka    | 2.  | 13 czerwca 1970  | Beckenham    | Trawiasta       | Patti Hogan            | 1:6, 3:6                          |
| Zwyciężczyni  | 1.  | 26 grudnia 1970  | Adelaide     | Trawiasta       | Kristien Kemmer        | 6:4, 4:6, 9:7                     |
| Finalistka    | 3.  | 10 stycznia 1971 | Sydney       | Trawiasta       | Margaret Smith Court   | 2:6, 2:6                          |
| Zwyciężczyni  | 2.  | 21 lutego 1971   | Moskwa       | Dywanowa (hala) | Maria Kull             | 6:1, 7:5                          |
| Zwyciężczyni  | 3.  | 2 maja 1971      | Buenos Aires | Ceglana         | Anna-Maria Nasuelli    | 6:3, 6:4                          |
| Finalistka    | 4.  | 23 stycznia 1972 | Adelaide     | Trawiasta       | Evonne Goolagong       | 6:7(4), 3:6                       |
| Finalistka    | 5.  | 6 lutego 1972    | Perth        | Trawiasta       | Evonne Goolagong       | 2:6, 5:7                          |
| Finalistka    | 6.  | 2 maja 1972      | Rzym         | Ceglana         | Linda Tuero            | 4:6, 3:6                          |
| Zwyciężczyni  | 4.  | 17 czerwca 1972  | Beckenham    | Trawiasta       | Jill Cooper            | 6:4, 6:1                          |
| Zwyciężczyni  | 5.  | 27 sierpnia 1972 | Orange       | Trawiasta       | Maryna Kroszyna        | 6:2, 6:7, 7:5                     |
| Finalistka    | 7.  | 25 marca 1973    | Akron        | Dywanowa (hala) | Chris Evert            | 3:6, 4:6                          |
| Zwyciężczyni  | 6.  | 23 czerwca 1973  | Londyn       | Trawiasta       | Evonne Goolagong       | 6:2, 6:3                          |
| Zwyciężczyni  | 7.  | 22 lipca 1973    | Kitzbühel    | Ceglana         | Evonne Goolagong       | tytuł wspólny, mecz nie odbył się |
| Zwyciężczyni  | 8.  | 28 kwietnia 1974 | Filadelfia   | Dywanowa (hala) | Billie Jean King       | 7:6, 6:1                          |
| Finalistka    | 8.  | 15 czerwca 1974  | French Open  | Ceglana         | Chris Evert            | 1:6, 2:6                          |
| Finalistka    | 9.  | 6 lipca 1974     | Wimbledon    | Trawiasta       | Chris Evert            | 0:6, 4:6                          |
| Zwyciężczyni  | 9.  | 8 grudnia 1974   | Adelaide     | Trawiasta       | Evonne Goolagong       | 7:6, 2:6, 6:2                     |
| Finalistka    | 10. | 15 grudnia 1974  | Perth        | Trawiasta       | Margaret Smith Court   | 4:6, 5:7                          |
| Zwyciężczyni  | 10. | 19 stycznia 1975 | Moskwa       | Dywanowa (hala) | Jelena Granaturowa     | 6:0, 1:6, 6:4                     |
| Zwyciężczyni  | 11. | 12 czerwca 1976  | Beckenham    | Trawiasta       | Marise Kruger          | 7:5, 2:6, 6:3                     |

### Gra podwójna 35 (21–14)
| Końcowy wynik     | Nr  | Data              | Turniej         | Nawierzchnia    | Partnerka            | Przeciwniczki                               | Wynik finału                        |
| ----------------- | --- | ----------------- | --------------- | --------------- | -------------------- | ------------------------------------------- | ----------------------------------- |
| Zwyciężczyni      | 1.  | 15 lipca 1968     | Båstad          | Ceglana         | Eva Lundquist        | Kathleen Harter Julie Heldman               | 6:0, 6:4                            |
| Zwyciężczyni      | 2.  | 26 grudnia 1970   | Adelaide        | Trawiasta       | Kerry Harris         | Patti Hogan Sharon Walsh                    | 8:6, 6:8, 6:3                       |
| Zwyciężczyni      | 3.  | 10 stycznia 1971  | Sydney          | Trawiasta       | Margaret Smith Court | Helen Gourlay Kerry Harris                  | 6:2, 6:0                            |
| Zwyciężczyni      | 4.  | 1 lutego 1971     | Melbourne       | Trawiasta       | Margaret Smith Court | Helen Gourlay Kerry Harris                  | nie rozegrano, tytuł wspólny        |
| Finalistka        | 1.  | 21 lutego 1971    | Moskwa          | Dywanowa (hala) | Jelena Granaturowa   | Jewgienija Biriukowa Maryna Kroszyna        | 6:7, 7:5, 5:7                       |
| Zwyciężczyni      | 5.  | 2 maja 1971       | Buenos Aires    | Ceglana         | Betty Stöve          | Beatriz Araújo Ines Roget                   | 7:5, 6:1                            |
| Finalistka        | 2.  | 12 czerwca 1971   | Beckenham       | Trawiasta       | Zaiga Jansone        | Christine Janes Nell Truman                 | 3:6, 7:9                            |
| Zwyciężczyni      | 6.  | 23 stycznia 1972  | Adelaide        | Trawiasta       | Evonne Goolagong     | Kerry Hogarth Marilyn Tesch                 | 6:3, 6:0                            |
| Finalistka        | 3.  | 6 lutego 1972     | Perth           | Trawiasta       | Janet Young          | Barbara Hawcroft Evonne Goolagong           | 6:3, 4:6, 3:6                       |
| Zwyciężczyni      | 7.  | 2 maja 1972       | Rzym            | Ceglana         | Lesley Hunt          | Gail Sherriff Chanfreau Rosalba Vido        | 6:3, 6:4                            |
| Zwyciężczyni      | 8.  | 17 czerwca 1972   | Beckenham       | Trawiasta       | Sharon Walsh         | Laura duPont Mona Schallau                  | 8:6, 6:1                            |
| Zwyciężczyni      | 9.  | 27 sierpnia 1972  | Orange          | Trawiasta       | Maryna Kroszyna      | Carole Caldwell Graebner Patti Hogan        | 6:7, 6:2, 6:2                       |
| Zwyciężczyni      | 10. | 18 marca 1973     | Boston          | Dywanowa (hala) | Maryna Kroszyna      | Evonne Goolagong Janet Young                | 6:2, 6:4                            |
| Zwyciężczyni      | 11. | 10 czerwca 1973   | Rzym            | Ceglana         | Virginia Wade        | Martina Navrátilová Renáta Tomanová         | 3:6, 6:2, 7:5                       |
| Zwyciężczyni      | 12. | 17 czerwca 1973   | Beckenham       | Trawiasta       | Maryna Kroszyna      | Jackie Fayter-Hough Peggy Michel            | 8:6, 6:3                            |
| Zwyciężczyni      | 13. | 22 lipca 1973     | Kitzbühel       | Ceglana         | Aleksandra Iwanowa   | Evonne Goolagong Janet Young                | 2:6, 6:4, 6:2                       |
| Finalistka        | 4.  | 24 marca 1974     | Akron           | Dywanowa (hala) | Julie Heldman        | Rosie Casals Billie Jean King               | 2:6, 4:6                            |
| Zwyciężczyni      | 14. | 21 kwietnia 1974  | St. Petersburg  | Ceglana         | Betty Stöve          | Chris Evert Evonne Goolagong                | 6:4, 6:2                            |
| Zwyciężczyni      | 15. | 5 maja 1974       | Hilton Head     | Ceglana         | Rosie Casals         | Helen Gourlay Cawley Karen Krantzcke        | 6:2, 6:1                            |
| Zwyciężczyni      | 16. | 2 czerwca 1974    | Rzym            | Ceglana         | Chris Evert          | Helga Masthoff Heide Orth                   | walkower                            |
| Zwyciężczyni      | 17. | 15 czerwca 1974   | French Open     | Ceglana         | Chris Evert          | Gail Chanfreau Katja Ebbinghau              | 6:4, 2:6, 6:1                       |
| Finalistka        | 5.  | 23 czerwca 1974   | Eastbourne      | Trawiasta       | Chris Evert          | Helen Gourlay Karen Krantzcke               | 2:6, 0:6                            |
| Zwyciężczyni      | 18. | 15 grudnia 1974   | Perth           | Trawiasta       | Martina Navrátilová  | Lesley Hunt Kazuko Sawamatsu                | 6:1, 6:3                            |
| Finalistka        | 6.  | 22 grudnia 1974   | Sydney          | Trawiasta       | Martina Navrátilová  | Evonne Goolagong Peggy Michel               | 7:6, 4:6, 1:6                       |
| Finalistka        | 7.  | 1 stycznia 1975   | Australian Open | Trawiasta       | Margaret Smith Court | Evonne Goolagong Peggy Michel               | 6:7, 6:7                            |
| Finalistka        | 8.  | 16 lutego 1975    | Chicago         | Dywanowa (hala) | Margaret Smith Court | Chris Evert Martina Navrátilová             | 2:6, 5:7                            |
| Finalistka        | 9.  | 6 maja 1975       | Hilton Head     | Ceglana         | Rosie Casals         | Evonne Goolagong Virginia Wade              | 6:4, 4:6, 2:6                       |
| Finalistka        | 10. | 15 czerwca 1975   | French Open     | Ceglana         | Julie Anthony        | Chris Evert Martina Navrátilová             | 3:6, 2:6                            |
| Zwyciężczyni      | 19. | 22 czerwca 1975   | Eastbourne      | Trawiasta       | Julie Anthony        | Evonne Goolagong Cawley Peggy Michel        | 6:2, 6:4                            |
| Finalistka        | 11. | 30 listopada 1975 | Tokio           | Dywanowa (hala) | Jeanne Evert         | Rosie Casals Françoise Durr                 | 3:6, 3:6                            |
| Zwyciężczyni      | 20. | 25 stycznia 1976  | Waszyngton      | Dywanowa (hala) | Virginia Wade        | Mona Guerrant Wendy Overton                 | 7:6(2), 6:2                         |
| Zwyciężczyni      | 21. | 2 lutego 1976     | Chicago         | Dywanowa (hala) | Virginia Wade        | Evonne Goolagong Cawley Martina Navrátilová | 6:7(4), 6:4, 6:4                    |
| Finalistka        | 12. | 12 czerwca 1976   | Beckenham       | Trawiasta       | Natalja Czmyriowa    | Brigitte Cuypers Annette Du Plooy           | 7:9, 4:6                            |
| Nierozstrzygnięte | 13. | 20 czerwca 1976   | Eastbourne      | Trawiasta       | Virginia Wade        | Chris Evert Martina Navrátilová             | 1:6, 1:1 przerwany z powodu deszczu |
| Finalistka        | 14. | 11 września 1976  | US Open         | Ceglana         | Virginia Wade        | Linky Boshoff Ilana Kloss                   | 1:6, 4:6                            |

### Gra mieszana 4 (2–2)
| Końcowy wynik | Nr | Data            | Turniej   | Nawierzchnia    | Partner              | Przeciwnicy                             | Wynik finału  |
| ------------- | -- | --------------- | --------- | --------------- | -------------------- | --------------------------------------- | ------------- |
| Finalistka    | 1. | 6 lipca 1968    | Wimbledon | Trawiasta       | Aleksandre Metreweli | Margaret Smith Court Ken Fletcher       | 1:6, 12:14    |
| Finalistka    | 2. | 3 lipca 1970    | Wimbledon | Trawiasta       | Aleksandre Metreweli | Rosie Casals Ilie Năstase               | 3:6, 6:4, 7:9 |
| Zwyciężczyni  | 1. | 21 lutego 1971  | Moskwa    | Dywanowa (hala) | Aleksandre Metreweli | Jewgienija Biriukowa Siergiej Lichaczow | 6:3, 6:4      |
| Zwyciężczyni  | 2. | 17 czerwca 1973 | Beckenham | Trawiasta       | Aleksandre Metreweli | Marita Redondo Jean-Baptiste Chanfreau  | 6:3, 6:1      |

## Występy w Turnieju Mistrzyń

### W grze pojedynczej
| Rok  | Rezultat             | Rywalka                                   | Wynik                           |
| 1975 | Faza grupowa         | Evonne Goolagong Chris Evert Marcie Louie | 5:7, 3:6 0:6, 2:6 4:6, 6:1, 6:1 |
| 1976 | Runda kwalifikacyjna | Françoise Durr                            | 6:7, 3:6                        |

## Występy w turnieju WTA Doubles Championships
| Rok  | Rezultat | Partnerka     | Przeciwniczki              | Wynik    |
| 1976 | Półfinał | Virginia Wade | Mona Guerrant Ann Kiyomura | 3:6, 1:6 |